# Copa Fares Lopes 2024
La Copa Fares 2024 fue la 15.ª edición de la Copa Fares Lopes (oficialmente, Copa Fares Lopes SeguroBet, por motivos de patrocinio). El torneo comenzó el 3 de noviembre y finalizó el 7 de diciembre. 
Inicialmente sería disputado por ocho equipos, pero el 12 de septiembre, el Iguatu, vigente campeón de la competición, anunció su retiro de la competición. Como resultado, por primera vez en la historia de la competición, no hubo equipos del interior de Ceará.
El campeón garantizó un cupo en la Copa de Brasil 2025.

## Participantes
- Caucaia
- Ceará
- Fortaleza
- Atlético Cearense
- Tirol
- Ferroviário
- Floresta

## Sistema de disputa
El sistema de disputa fue anunciado el 16 de septiembre y el reglamento específico el 20 de septiembre. En la primera fase, los siete clubes se dividieron en dos grupos mediante sorteo, siguiendo el ranking profesional de la FCF. Cada equipo se enfrentará a los demás del otro grupo en una sola ronda, clasificándose los dos mejores clasificados de cada grupo a las semifinales.
En semifinales, los mejores clasificados de cada grupo se enfrentarán a los segundos mejores clasificados del otro grupo (1º A x 2º B, 1º B x 2º A) en partidos de ida y vuelta.
En la final, los clubes clasificados se enfrentarán en partidos de ida y vuelta, donde se conocerá el campeón de la competición.

## Primera fase

### Grupo A
| Pos. | Equipo            | Pts. | PJ | G | E | P | GF | GC | Dif. | Clasificación                  |
| ---- | ----------------- | ---- | -- | - | - | - | -- | -- | ---- | ------------------------------ |
| 1    | Ferroviário       | 7    | 3  | 2 | 1 | 0 | 6  | 2  | +4   | Clasificado a las semifinales. |
| 2    | Atlético Cearense | 4    | 3  | 1 | 1 | 1 | 5  | 4  | +1   | Clasificado a las semifinales. |
| 3    | Fortaleza         | 3    | 3  | 1 | 0 | 2 | 4  | 4  | 0    |                                |
| 4    | Tirol             | 3    | 3  | 0 | 3 | 0 | 2  | 2  | 0    |                                |

Actualizado a los partidos jugados el 24 de noviembre de 2024.
 Fuente: FCF

### Grupo B
| Pos. | Equipo   | Pts. | PJ | G | E | P | GF | GC | Dif. | Clasificación                  |
| ---- | -------- | ---- | -- | - | - | - | -- | -- | ---- | ------------------------------ |
| 1    | Caucaia  | 7    | 4  | 2 | 1 | 1 | 4  | 4  | 0    | Clasificado a las semifinales. |
| 2    | Floresta | 5    | 4  | 1 | 2 | 1 | 4  | 5  | −1   | Clasificado a las semifinales. |
| 3    | Ceará    | 2    | 4  | 0 | 2 | 2 | 4  | 8  | −4   |                                |

Actualizado a los partidos jugados el 24 de noviembre de 2024.
 Fuente: FCF

### Fixture
- La hora de cada encuentro corresponde al huso horario correspondiente al Estado de Ceará (UTC-3).

| Ceará       | 1 - 1 | Tirol             | Domingão  | 3 de noviembre  | 15:00 |
| Caucaia     | 2 - 1 | Atlético Cearense | Raimundão | 3 de noviembre  | 16:00 |
| Ceará       | 2 - 2 | Atlético Cearense | Domingão  | 9 de noviembre  | 15:00 |
| Caucaia     | 0 - 2 | Ferroviário       | Raimundão | 9 de noviembre  | 16:00 |
| Fortaleza   | 1 - 2 | Floresta          | PV        | 10 de noviembre | 16:00 |
| Tirol       | 0 - 0 | Floresta          | PV        | 13 de noviembre | 19:00 |
| Caucaia     | 1 - 0 | Fortaleza         | PV        | 14 de noviembre | 19:00 |
| Ferroviário | 2 - 0 | Ceará             | PV        | 16 de noviembre | 16:00 |
| Floresta    | 0 - 2 | Atlético Cearense | Domingão  | 18 de noviembre | 15:30 |
| Tirol       | 1 - 1 | Caucaia           | PV        | 21 de noviembre | 15:30 |
| Floresta    | 2 - 2 | Ferroviário       | Domingão  | 21 de noviembre | 15:30 |
| Fortaleza   | 3 - 1 | Ceará             | PV        | 24 de noviembre | 16:00 |

## Fase final

### Semifinales
| Atlético Cearense | 1 - 0 | Ferroviário | Raimundão | 27 de noviembre | 20:00 |
| Floresta          | 1 - 1 | Caucaia     | PV        | 28 de noviembre | 16:00 |

| Caucaia     | 0 - 1 | Floresta          | Raimundão | 1 de diciembre | 16:00 |
| Ferroviário | 2 - 0 | Atlético Cearense | PV        | 1 de diciembre | 17:30 |

### Final
| Ferroviário | 0 - 2 | Floresta | PV | 4 de diciembre | 19:00 |

| Floresta | 0 - 2 (6-7 pen.) | Ferroviário | PV | 7 de diciembre | 16:00 |

## Campeón
| Copa Fares Lopes 2024            |
| -------------------------------- |
| Ferroviário Campeón (3.º título) |

## Goleadores
Actualizado el 7 de diciembre de 2024.
| Pos. | Jugador       | Equipo            | Goles |
| ---- | ------------- | ----------------- | ----- |
| 1    | Leo Rafael    | Ceará             | 3     |
|      | Luan Lucas    | Atlético Cearense | 3     |
|      | Wesley        | Floresta          | 3     |
| 4    | Adilson Bahia | Caucaia           | 2     |
|      | Ciel          | Ferroviário       | 2     |
|      | Escuro        | Ferroviário       | 2     |
|      | Bismark       | Floresta          | 2     |